# Beibei (Chongqing)

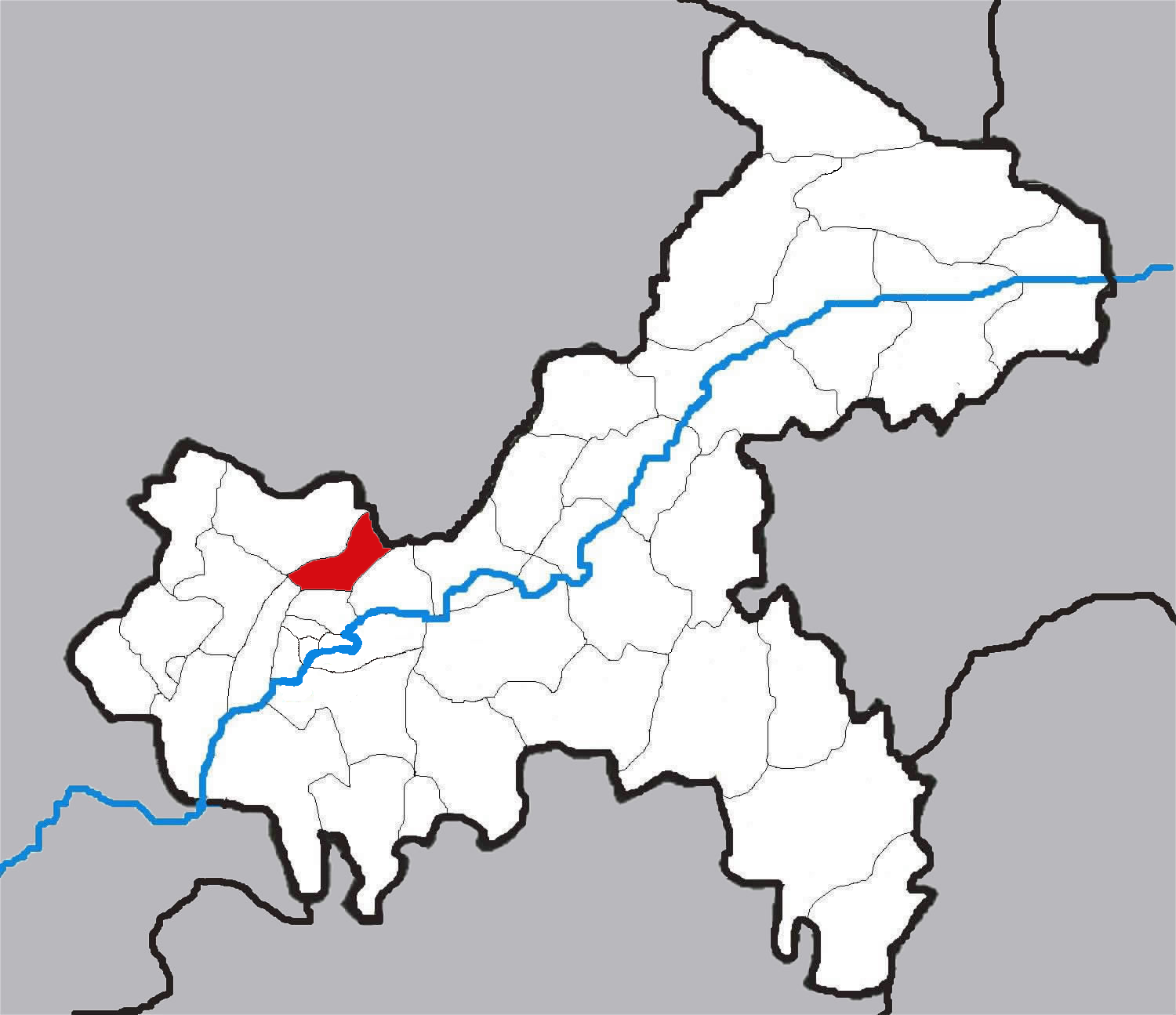
Lage des Stadtbezirks Beibei in Chongqing

Der Stadtbezirk Beibei (chinesisch 北碚区, Pinyin Běibèi Qū) der südwestchinesischen regierungsunmittelbaren Stadt Chongqing hat eine Fläche von 755,42 km², Ende 2022 lebten dort 837.900 Menschen. Beibei liegt am Osthang des Jinyun-Gebirges (缙云山), der Stadtbezirk wird von Nordwesten nach Südosten vom Jialing Jiang durchströmt. Die Wirtschaft von Beibei basiert auf Industrie: Elektronik, Autos, Motorräder, Messgeräte und Pharmazeutika. Hierbei erbrachten im Jahr 2022 die Betriebe aus den Branchen Elektronik und Kraftfahrzeuge 73,1 % des gesamten Produktionswerts.

## Administrative Gliederung

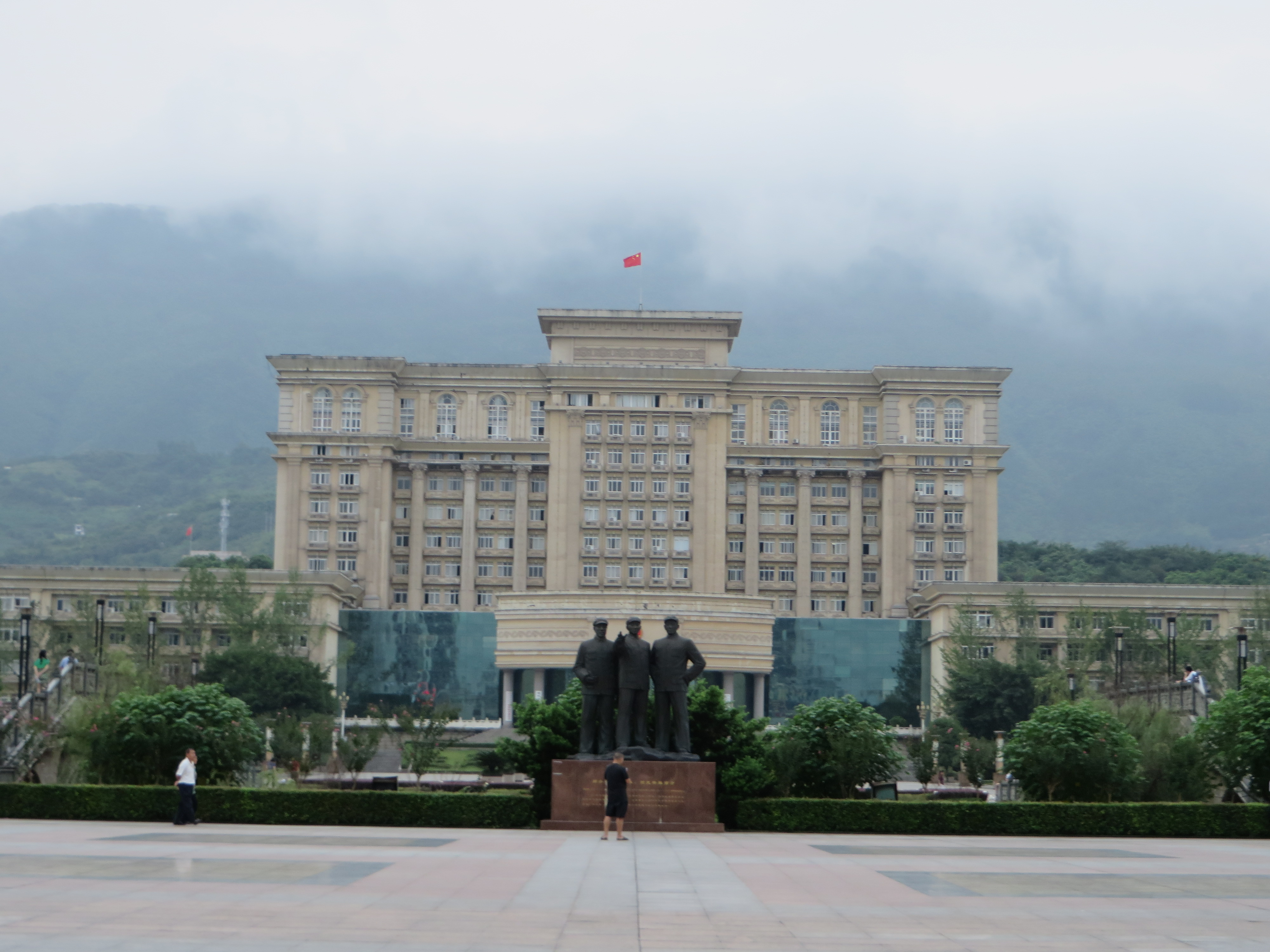
Gebäude der Stadtbezirksregierung in Tiansheng. Im Hintergrund das Jinyun-Gebirge.

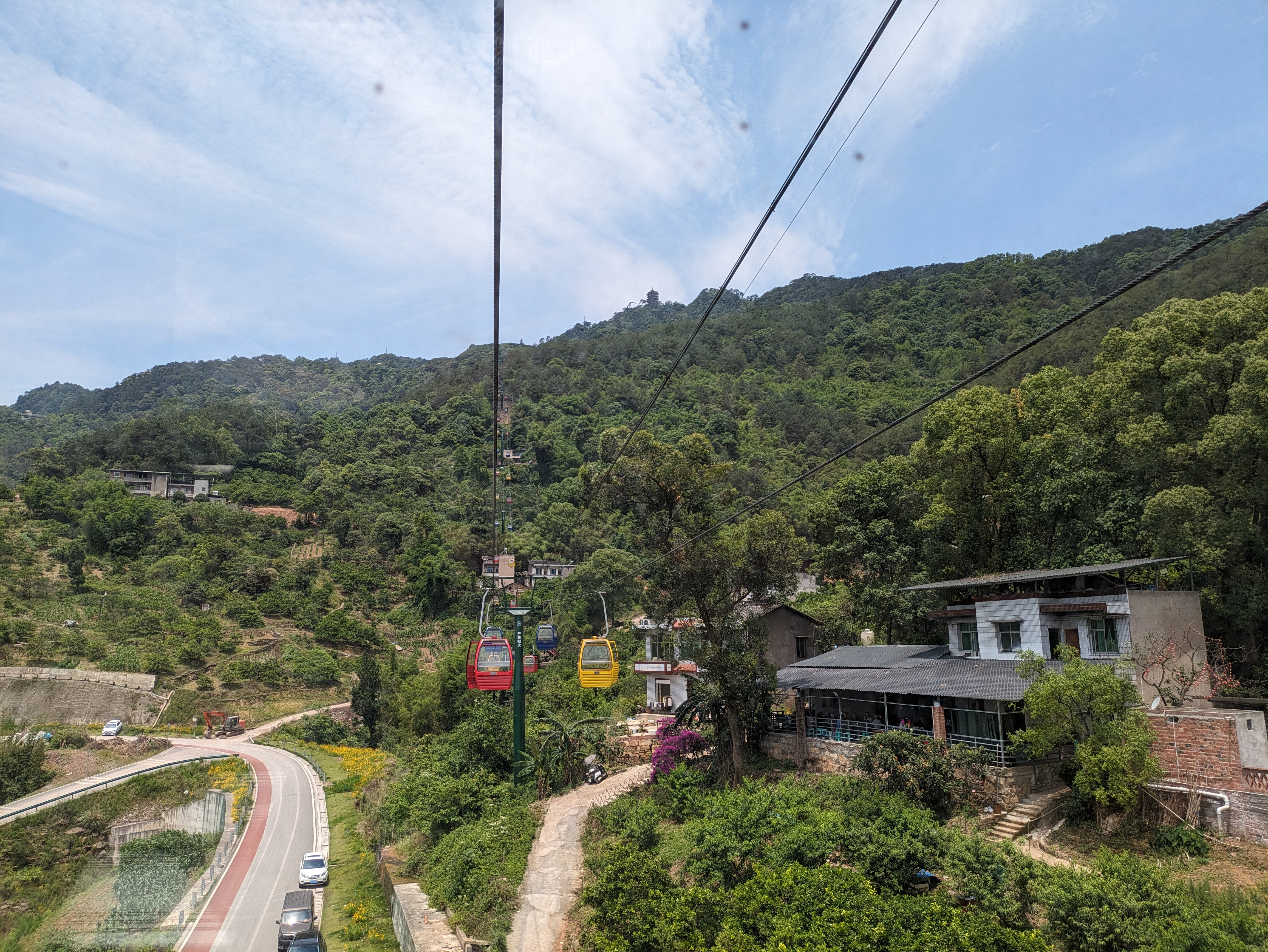
Seilbahn vom Stadtrand ins Jinyun-Gebirge

Auf Gemeindeebene setzt sich Beibei aus neun Straßenvierteln und acht Großgemeinden zusammen. Diese sind:
- Straßenviertel Beiwenquan (北温泉街道);
- Straßenviertel Caijiagang (蔡家岗街道);
- Straßenviertel Chaoyang (朝阳街道);
- Straßenviertel Dongyang (东阳街道);
- Straßenviertel Fuxing (复兴街道);
- Straßenviertel Longfengqiao (龙凤桥街道);
- Straßenviertel Shuitu (水土街道);
- Straßenviertel Tiansheng (天生街道), Regierungssitz des Stadtbezirks;
- Straßenviertel Xiema (歇马街道);
- Großgemeinde Chengjiang (澄江镇);
- Großgemeinde Jindaoxia (金刀峡镇);
- Großgemeinde Jingguan (静观镇);
- Großgemeinde Liuyin (柳荫镇);
- Großgemeinde Sansheng (三圣镇);
- Großgemeinde Shijialiang (施家梁镇);
- Großgemeinde Tianfu (天府镇);
- Großgemeinde Tongjiaxi (董家溪镇).

## Neuer Stadtbezirk Liangjiang
Die heutigen Straßenviertel Caijiagang, Fuxing und Shuitu sowie die Großgemeinde Shijialiang wurden auch Bestandteil des am 18. Juni 2010 gegründeten sogenannten „Neuen Stadtbezirks“ Liangjiang (两江新区 Liǎngjiāng Xīnqū). Er umfasst weiterhin Teile der Stadtbezirke Jiangbei und Yubei. Liangjiang ist jedoch kein Stadtbezirk im administrativen Sinne, vielmehr handelt es sich um eine Maßnahme zur Förderung der Wirtschaftsentwicklung. Er wird von der „Leitungsgruppe für die Erschließung und den Aufbau des Neuen Stadtbezirks Liangjiang“ (两江新区开发建设领导小组 Liangjiang Xinqu kaifa jianshe lingdao xiaozu), die sich aus Vertretern der Stadt Chongqing und der betroffenen Stadtbezirke zusammensetzt, verwaltet. Entsprechend bleibt Yubei in den bisherigen administrativen Grenzen, einschließlich der Volksregierung und den zugehörigen politischen Strukturen (Volkskongress, Konsultativkonferenz), bis auf weiteres vollständig erhalten.

## Partnerschaften
Beibei unterhält seit 2014 mit der Stadt Santa Fe in Argentinien eine Städtepartnerschaft.